# Mammillaria nunezii
Mammillaria nunezii är en kaktusväxtart som först beskrevs av Nathaniel Lord Britton och Joseph Nelson Rose, och fick sitt nu gällande namn av Charles Russell Orcutt. Mammillaria nunezii ingår i släktet Mammillaria och familjen kaktusväxter.

## Underarter
Arten delas in i följande underarter:
- M. n. bella
- M. n. nunezii

## Bildgalleri

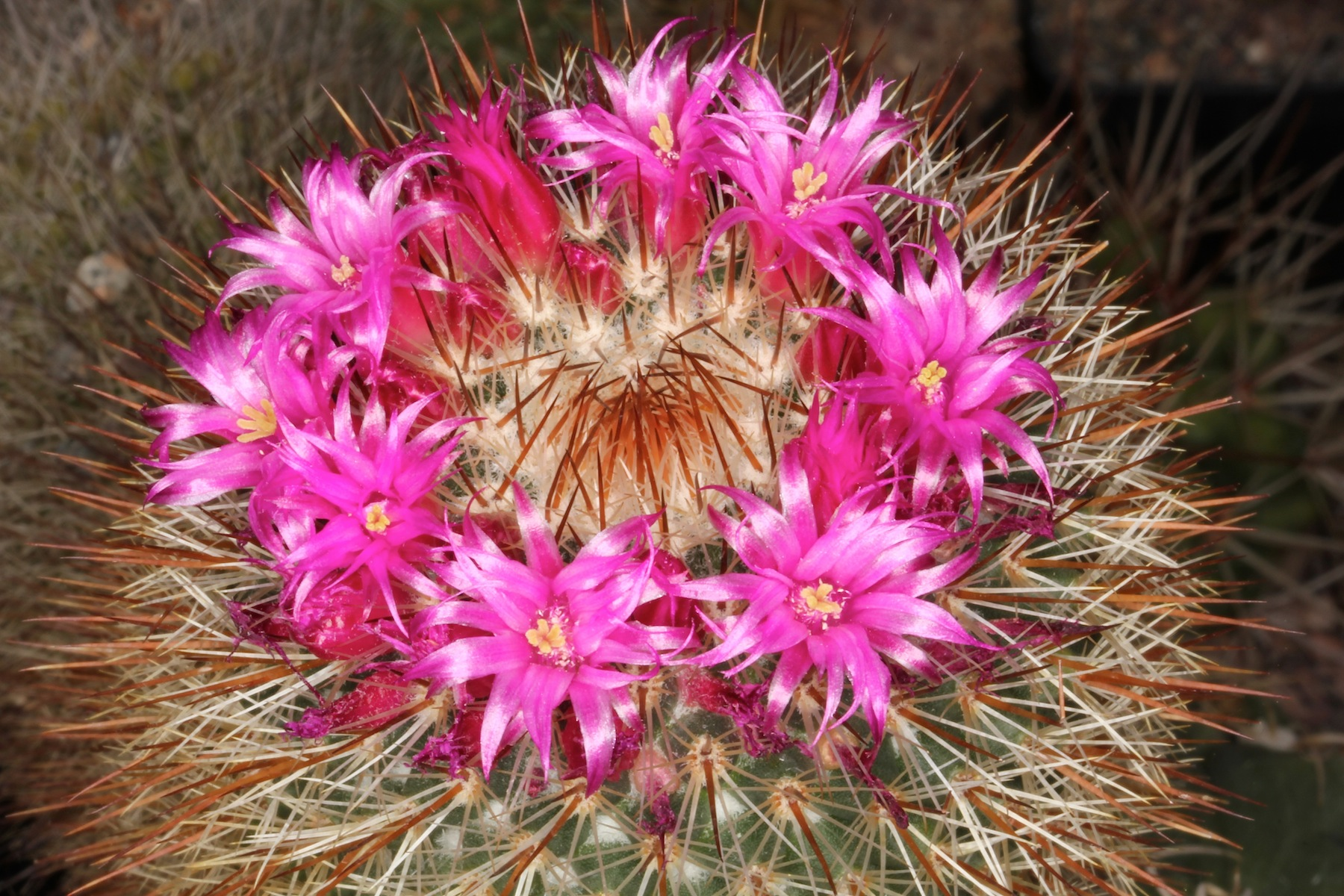